# Velddriel
Velddriel is een dorp in de gemeente Maasdriel, in de Nederlandse provincie Gelderland. Het is gelegen aan de N831 in de Bommelerwaard. Velddriel vormde tot 1999 samen met Kerkdriel, Alem en Hoenzadriel de oude gemeente Maasdriel. Het dorp telt 1.805 inwoners (per 1 januari 2023). Velddriel is in het oosten vastgegroeid aan Kerkdriel.

## Geschiedenis
Velddriel ontstond reeds in de vroege middeleeuwen op een stroomrug van de Maas. In 1880 vond een grote brand plaats die het dorp grotendeels verwoestte, waarna herbouw van het lintvormige dorp volgde. Ook in 1945 vonden verwoestingen plaats, nu ten gevolge van het oorlogsgeweld. Het dorp kent grootschalige tuinbouwbedrijven en langs de weg naar Hedel vindt men, vooral na bij de afrit van de Rijksweg 2, bedrijventerreinen.

## Bezienswaardigheden
- Het klooster van de Zusters van Liefde
- De Sint-Martinuskerk met pastorie, ontworpen door de Tilburgse architect Jos Schijvens, is gebouwd in 1952-53 ter vervanging van de in 1944 verwoeste kerk. Op enkele meters van de kerk staat een 38,5 meter hoge toren. Sinds 2013 is de kerk een Beschermd monument.
- De voormalige R.K. Jongensschool van 1880 aan Voorstraat 70-72, ontworpen door Hendrik Jacobus van Tulder.

## Natuur en landschap
Velddriel ligt in de Bommelerwaard, een rivierkleigebied. De gehele omgeving wordt gekenmerkt door weilanden en grootschalige tuinbouwbedrijven. Daarnaast is er veel industrie ten zuidwesten van het dorp. Het enige bosachtige gebied is het pompstation ten noorden van het dorp. 

## Nabijgelegen kernen
Hedel, Kerkdriel, Rossum, Alem

## Geboren
- Marjolijn van den Bighelaar (1990), voetbalspeelster

Dorpen: Alem · Ammerzoden · Hedel · Heerewaarden · Hoenzadriel · Hurwenen · Kerkdriel · Rossum · Velddriel · Well · Wellseind

Buurtschappen: Californië · Doorning · Rome · Sint Andries · Slijkwell · Veluwe · Voorne · Wordragen

Gelderland: Steden en dorpen in Gelderland      Nederland: Provincies · Gemeenten